# Harriet Lane

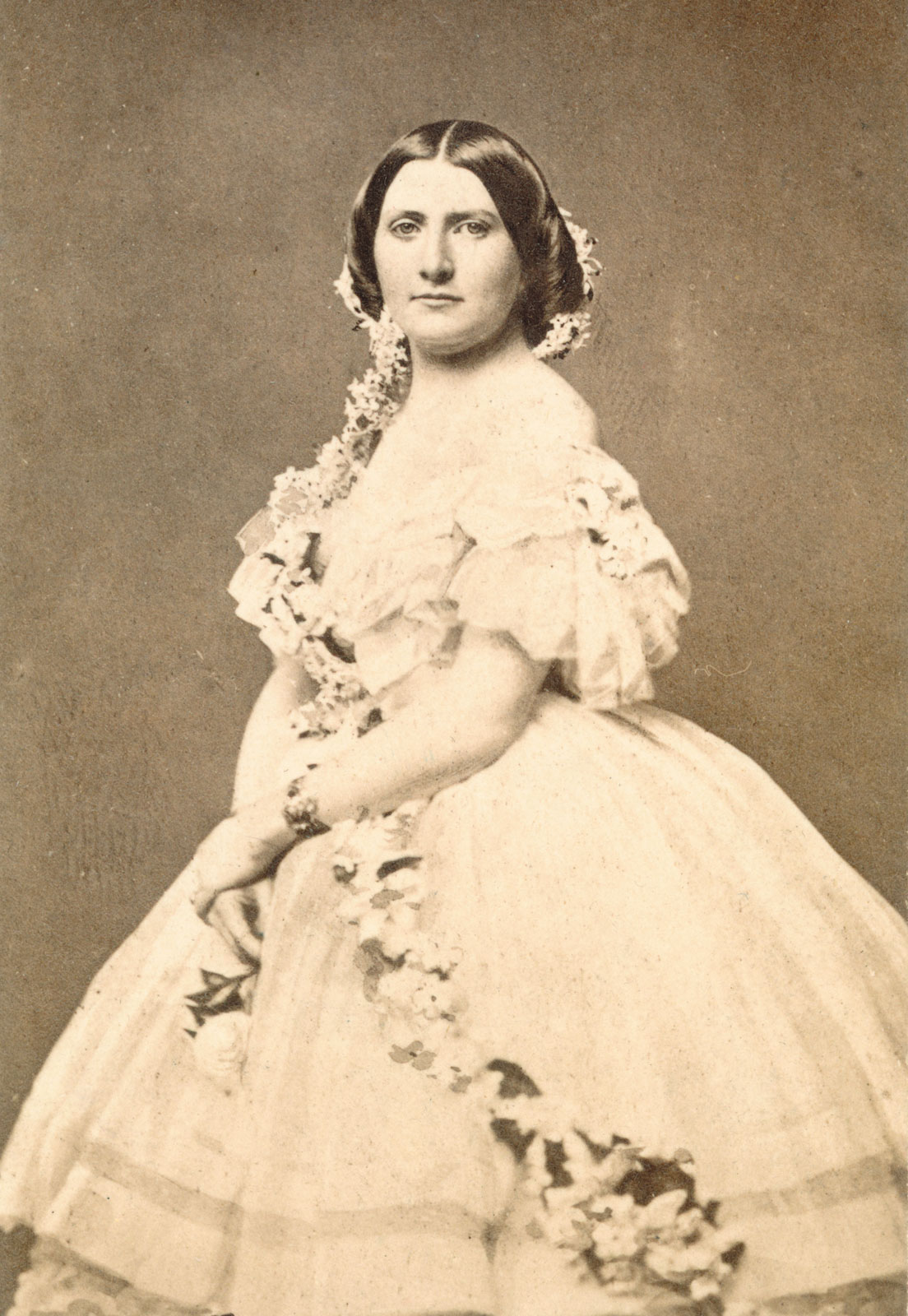
Harriet Lane, fotografía de 1860 con vestido de noche.

Harriet Rebecca Lane Johnston (Mercersburg, 9 de mayo de 1830-Narragansett, 3 de julio de 1903) fue la sobrina del presidente James Buchanan y primera dama de los Estados Unidos de 1857 a 1861. Lane está entre las once mujeres que han actuado como primera dama pero sin ser la esposa del presidente, la mayoría eran parientes de presidentes viudos.
El aspecto de "Hal" Lane se describe como de altura promedio, con una masa ligera de cabello castaño claro, casi dorado.

## Primeros años
La familia de Harriet Lane era del condado de Franklin, Pensilvania. Era la hija más joven de Elliott Tole Lane, un comerciante, y Jane Ann Buchanan Lane. Perdió a su madre a los 9 años; cuando la muerte de su padre dos años más tarde la dejó por completo huérfana,  pidió que su tío favorito, James Buchanan, fuera nombrado su tutor. Buchanan, un soltero senador democrático de Pensilvania, fue indulgente con su sobrina y su hermana mayor, matriculándolas en internados en Charles Town, Virginia (y más tarde durante dos años en el Convento de la Visitación en la sección Georgetown de Washington, D.C.) Por ese tiempo, Buchanan era Secretario de Estado, y, como le había prometido, la introdujo en los círculos políticos y de moda.
En 1854, ella se unió a él en Londres, donde fue ministro en el Tribunal de St. James. La reina Victoria dio a la "Querida señorita Lane" el mismo rango que una esposa de embajador; admirada por varios pretendientes ello le dio fama de poseer una gran belleza.

## Primera dama de los Estados Unidos
La capital dio la bienvenida a su nueva "Reina Democrática" a la Casa Blanca en 1857. Harriet fue una anfitriona popular durante los cuatro años de la presidencia Buchanan. Las damas copiaron su peinado y estilos de ropa (especialmente cuando bajó el escote del vestido lucido en la investidura 2.5 pulgadas), los padres daban su nombre a sus hijas, y una canción popular ("Listen to the Mockingbird") fue dedicada a ella. Mientras estuvo en la Casa Blanca, utilizó su posición para promover causas sociales, como mejorar las condiciones de vida de los nativos americanos en las reservas. También invitaba artistas y músicos a las recepciones de la Casa Blanca. Por su popularidad y dedicación al trabajo, ha sido descrita como la primera de las primeras damas modernas, y su popularidad en la época ha sido comparada con la de Jacqueline Kennedy en los años 1960. El yate presidencial fue nombrado por ella—el primero de varios barcos en ser nombrados como ella, uno de los cuales todavía se mantiene en servicio.

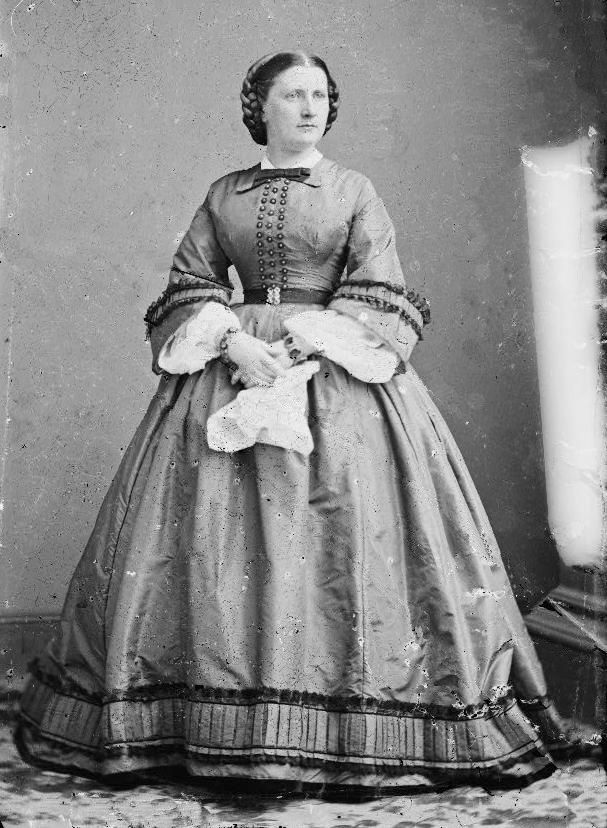
Harriet Lane, foto hacia 1860 con vestido de día.

Como las tensiones partidistas aumentaban, resolvía el arreglo de los asientos para sus cenas formales semanales con especial cuidado, para dar a los dignatarios su prioridad adecuada y todavía mantener a los enemigos políticos separados. Su tacto no vaciló pero su tarea se acabó haciendo imposible—al igual que la de su tío. Siete estados se habían separado cuando Buchanan se retiró del cargo y regresó con su sobrina a su espaciosa casa de campo, Wheatland, cerca de Lancaster, Pensilvania.

## Romance y matrimonio
Durante su estancia en Inglaterra, Sir Fitzroy Kelly, entonces fiscal general del Primer Ministro Lord Palmerston, le propuso matrimonio. La reina Victoria estaba fuertemente a favor del enlace, pues ello mantendría a Lane en Inglaterra.
Lane consideró las ventajas de un buen número de solteros. Su tío advirtió a Lane en contra "de precipitarse en sus conexiones matrimoniales" ya que su pupila encontraba a sus potenciales pretendientes "agradables pero terriblemente molestos". Lane finalmente se casó con un banquero de Baltimore llamado Henry Elliott Johnston a la edad de 36 años. Tuvieron dos hijos pero en los siguientes 18 años su tío, su marido, y sus hijos fallecieron.

## Últimos años y muerte
Harriet escribió testamento en 1895 y vivió otros ocho años más, durante los cuales la prosperidad general del país aumentó mucho el valor de sus propiedades. Añadió un codicilo en 1899 ordenando que un edificio escolar fuera construido en las tierras propiedad de la Washington National Cathedral y pidió que se llamara Lane-Johnston Building "a fin de que los apellidos de mi marido y míos puedan ser asociados en memoria amorosa de nuestros hijos." Un codicilo de 1903 aumentó su regalo en un tercio pero dijo que solo la mitad del total debía ser gastado en el edificio. El resto era "especialmente para proporcionar el mantenimiento gratuito, educación y entrenamiento de los niños del coro, principalmente aquellos al servicio de la Catedral." Este legado fundó la prestigiosa escuela masculina St. Albans School, la cual abrió en octubre de 1909.

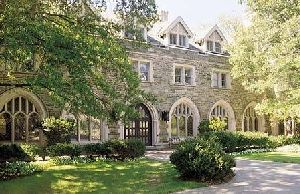
Lane-Johnston Building, sede de la St. Albans School

En el funeral de Harriet Lane Johnston, los servicios fueron oficiados por el obispo Satterlee y el canónigo DeVries de la Washington National Cathedral. Fue enterrada en Green Mount Cemetery, Baltimore, Maryland, su tumba marcada con una cruz celta como la Cruz de Paz en la catedral cercana. En 1905, numerosos invitados fueron convocados para ver la colocación de la primera piedra del edificio que albergaría la St. Albans School, refiriéndose a ella en la invitación como "The Lane Johnston Choir School for Boys of the Washington Cathedral".

## Legado
Destinó $400.000 (equivalente a $10,900.000 de 2017) a establecer la Harriet Lane House para niños inválidos en el Johns Hopkins Hospital en Baltimore, Maryland en conmemoración a sus dos hijos muertos en la infancia. Abrió oficialmente en octubre de 1912. Fue la primera clínica infantil en los Estados Unidos asociada a una escuela médica. Eventualmente, el tratamiento de 60.000 niños al año, convirtió a la Harriet Lane House en una clínica pionera en el tratamiento, enseñanza, e investigación. De 1930 a 1963 Helen Taussig, quién ayudó a desarrollar la operación blue baby, dirigió la clínica pediátrica cardíaca. El psiquiatra infantil Leo Kanner realizó estudios pioneros sobre niños autistas. Lawson Wilkins estableció una clínica endocrina que desarrolló los procedimientos utilizados universalmente desde mediados del siglo XX para tratar niños con ciertos trastornos glandulares, como el enanismo hipofisario o proporcionado. John E. Bordley y William G. Hardy iniciaron la tarea de detectar deficiencias auditivas en niños muy pequeños. Se convirtió en una reconocida instalación pediátrica; las clínicas ambulatorias Harriet Lane Outpatient atienden miles de niños hoy, y el manual ampliamente utilizado por oficiales de pediatría, The Harriet Lane Handbook, lleva su nombre.
Tenía un fondo de obras de arte europeas que donó al gobierno de EE. UU. El Instituto Smithsoniano la llamó la "Primera Dama de la Colección Nacional de las bellas artes" después de aceptar su colección como propiedad pública.
La Guardia Costera de Estados Unidos ha tenido tres navíos nombrados en su honor. El primero fue el USRC Harriet Lane, encargado al United States Revenue Cutter Service (predecesor del USCG) en 1857. Fue transferido a la Armada de los Estados Unidos en 1861 debido a la Guerra de Secesión y el teniente W. D. Thompson efectuó las primeras descargas de la guerra civil desde sus cubiertas; fue capturado por la Armada de los Estados Confederados en 1863, y recapturado por la EE. UU. Navy pero fue declarado demasiado pobre para seguir formando parte de la flota. Fue vendido en una subasta privada.
El segundo navío llamado Harriet Lane fue el 125-foot USCGC Harriet Lane (WSC-141), comisionado en 1926 y dado de baja en 1946.
El tercer navío nombrado por Harriet Lane es el USCGC Harriet Lane (WMEC-903). Entró en servicio en mayo de 1984, y en 2016, continuaba en el servicio activo.
Las clínicas ambulatorias Harriet Lane Outpatient continúan operando en países de todo el mundo.
La serie de manuales de medicina pediátrica Harriet Lane Handbook continúan en forma impresa y en línea, con múltiples títulos. El título original (subtitulado "A Manual for Pediatric House Officers") se encuentra en su 21.ª edición. Publicado por Mosby.
Su lugar de nacimiento, la Lane House, fue incluida en la lista del Registro Nacional de Lugares Históricos en 1972.